# Dyskografia Pink
Dyskografia P!nk – amerykańskiej pop-rockowej piosenkarki składa się z dziewięciu albumów studyjnych, pięciu kompilacji, pięćdziesięciu singli (w tym trzech z gościnnym udziałem), sześciu singli promocyjnych oraz pięciu albumów wideo.
Debiutancki album artystki, Can’t Take Me Home, został wydany 4 kwietnia 2000 roku. Pochodzący z niego singel „There You Go” uzyskał status złotej płyty w Nowej Zelandii i Stanach Zjednoczonych oraz platynowej płyty w Australii. Kolejnymi singlami pochodzącymi z albumu zostały „Most Girls” i „You Make Me Sick”. W 2001 roku Pink nagrała wraz z Christina Aguilera, Lil’ Kim i Mýą nową wersję utworu Patti LaBelle „Lady Marmalade”, który pojawił się na ścieżce dźwiękowej do filmu Moulin Rouge!. 20 listopada 2001 wokalistka wydała drugi album studyjny, M!ssundaztood, który uplasował się na pierwszym miejscu w notowaniu Irish Albums Chart. Z albumu pochodzi singel „Get the Party Started”, który dotarł do pierwszego miejsca na liście przebojów w Australii, Irlandii oraz Nowej Zelandii. Trzeci album Pink, Try This, został wydany 11 listopada 2003 i uzyskał status podwójnej platynowej płyty w Australii, platynowej w Austrii, Kanadzie, Szwajcarii, Stanów Zjednoczonych i Wielkiej Brytanii, potrójnej złotej płyty w Niemczech oraz złotej płyty w Nowej Zelandii. 20 marca 2006 roku ukazał się singel „Stupid Girls”, który promował czwarty album studyjny Pink, I’m Not Dead. Album zajął pierwsze miejsce na liście przebojów w Australii, Austrii, Niemczech, Nowej Zelandii oraz Szwajcarii. Kolejnymi singlami pochodzącymi z tego wydawnictwa są „Who Knew”, „U + Ur Hand”, „Nobody Knows”, „Dear Mr. President” i „Leave Me Alone (I’m Lonely)”. 26 marca 2019 roku piosenkarka wydała album zatytułowany „Hurts 2B Human”.

## Albumy

### Albumy studyjne
| Rok                                                     | Album | Pozycje na listach przebojów | Pozycje na listach przebojów | Pozycje na listach przebojów | Pozycje na listach przebojów | Pozycje na listach przebojów | Pozycje na listach przebojów | Pozycje na listach przebojów | Pozycje na listach przebojów | Pozycje na listach przebojów | Pozycje na listach przebojów | Pozycje na listach przebojów | Pozycje na listach przebojów | Pozycje na listach przebojów | Pozycje na listach przebojów | Pozycje na listach przebojów | Pozycje na listach przebojów | Pozycje na listach przebojów | Pozycje na listach przebojów | Certyfikat |
| Rok                                                     | Album | PL                           | USA                          | AUS                          | AUT                          | CAN                          | DEN                          | ESP                          | FIN                          | FRA                          | GER                          | ITA                          | IRL                          | NLD                          | NOR                          | NZ                           | SWE                          | SWI                          | UK                           | Certyfikat |
| ------------------------------------------------------- | --- | ---------------------------- | ---------------------------- | ---------------------------- | ---------------------------- | ---------------------------- | ---------------------------- | ---------------------------- | ---------------------------- | ---------------------------- | ---------------------------- | ---------------------------- | ---------------------------- | ---------------------------- | ---------------------------- | ---------------------------- | ---------------------------- | ---------------------------- | ---------------------------- | --- |
| 2000                                                    | Can’t Take Me Home - Wydany: 4 kwietnia 2000 - Wytwórnia: LaFace, Artista - Format: CD, CC, LP, digital download | –                            | 26                           | 10                           | –                            | 20                           | –                            | –                            | –                            | –                            | 85                           | –                            | 23                           | 58                           | –                            | 12                           | –                            | –                            | 13                           | - AUS: 2× platynowa płyta - CAN: 2× platynowa płyta - NZ: platynowa płyta - UK: platynowa płyta - USA: 2× platynowa płyta |
| 2001                                                    | M!ssundaztood - Wydany: 20 listopada 2001 - Wytwórnia: LaFace, Artista - Format: CD, LP, CC, digital download    | 18                           | 6                            | 14                           | 4                            | 5                            | 10                           | –                            | 6                            | 17                           | 5                            | –                            | 1                            | 5                            | 4                            | 4                            | 7                            | 7                            | 2                            | - AUS: 4× platynowa płyta - AUT: platynowa płyta - CAN: 5× platynowa płyta - DEN: platynowa płyta - FIN: złota płyta - FRA: 2× złota płyta - GER: 2× platynowa płyta - NLD: platynowa płyta - NOR: platynowa płyta - NZ: 4× platynowa płyta - POL: złota płyta - SWE: platynowa płyta - SWI: 2× platynowa płyta - UK: 6× platynowa płyta - USA: 5× platynowa płyta |
| 2003                                                    | Try This - Wydany: 11 listopada 2003 - Wytwórnia: Arista Records - Format: CD, LP, digital download              | –                            | 9                            | 8                            | 2                            | 8                            | 16                           | –                            | 39                           | 12                           | 2                            | –                            | 8                            | 8                            | 5                            | 24                           | 8                            | 1                            | 3                            | - AUS: 2× platynowa płyta - AUT: platynowa płyta - CAN: platynowa płyta - GER: 3× złota płyta - NOR: złota płyta - NZ: złota płyta - SWI: platynowa płyta - UK: platynowa płyta - USA: platynowa płyta |
| 2006                                                    | I’m Not Dead - Wydany: 4 kwietnia 2006 - Wytwórnia: Arista Records - Format: CD, LP, digital download            | 39                           | 6                            | 1                            | 1                            | 2                            | 13                           | 73                           | 3                            | 7                            | 1                            | –                            | 9                            | 5                            | 4                            | 1                            | 7                            | 1                            | 3                            | - AUS: 11× platynowa płyta - AUT: 2× platynowa płyta - CAN: 2× platynowa płyta - DEN: złota płyta - FIN: złota płyta - FRA: platynowa płyta - GER: 7× złota płyta - IRL: 3× platynowa płyta - NZ: 2× platynowa płyta - SWI: 2× platynowa płyta - UK: 3× platynowa płyta - USA: 2× platynowa płyta                                                                  |
| 2008                                                    | Funhouse - Wydany: 28 października 2008 - Wytwórnia: Arista Records - Format: CD, LP, digital download           | 29                           | 2                            | 1                            | 3                            | 3                            | 4                            | 43                           | 5                            | 4                            | 2                            | 20                           | 2                            | 1                            | 18                           | 1                            | 3                            | 1                            | 1                            | - AUS: 12× platynowa płyta - AUT: 3× platynowa płyta - CAN: 4× platynowa płyta - FIN: platynowa płyta - FRA: platynowa płyta - GER: 4× platynowa płyta - IRL: platynowa płyta - NZ: 3× platynowa płyta - POL: złota płyta - SWI: 3× platynowa płyta - UK: 3× platynowa płyta - USA: 3× platynowa płyta                                                             |
| 2012                                                    | The Truth About Love - Wydany: 18 września 2012 - Wytwórnia: RCA Records - Format: CD, LP, digital download      | 24                           | 1                            | 1                            | 1                            | 1                            | 4                            | 10                           | 4                            | 4                            | 1                            | 4                            | 3                            | 3                            | 7                            | 1                            | 1                            | 1                            | 2                            | - AUS: 9× platynowa płyta - AUT: platynowa płyta - CAN: 6× platynowa płyta - FRA: złota płyta - GER: 3× złota płyta - NZ: 2× platynowa płyta - POL: 2× platynowa płyta - USA: 3× platynowa płyta |
| 2017                                                    | Beautiful Trauma - Wydany: 13 października 2017 - Wytwórnia: RCA Records - Format: CD, LP, digital download      | 6                            | 1                            | 1                            | 1                            | 1                            | 5                            | 4                            | 4                            | 1                            | 2                            | 5                            | 5                            | 1                            | 2                            | 1                            | 1                            | 1                            | 1                            | - AUS: 4× platynowa płyta - AUT: złota płyta - CAN: 2× platynowa płyta - FRA: złota płyta - GER: złota płyta - UK: platynowa płyta - NZ: 2× platynowa płyta - USA: platynowa płyta - POL: platynowa płyta |
| 2019                                                    | Hurts 2B Human - Wydany: 26 kwietnia 2019 - Wytwórnia: RCA - Format: CD, LP, digital download                    | 12                           | 1                            | 1                            | 2                            | 1                            | 16                           | 14                           | 10                           | 7                            | 2                            | 28                           | 1                            | 1                            | 7                            | 1                            | 8                            | 1                            | 1                            | - AUS: platynowa płyta> - NZ: złota płyta - UK: złota płyta - POL: złota płyta |
| 2023                                                    | Trustfall - Wydany: 17 lutego 2023 - Wytwórnia: RCA - Format: CD, LP, digital download, streaming                |                              |                              |                              |                              |                              |                              |                              |                              |                              |                              |                              |                              |                              |                              |                              |                              |                              |                              | - POL: złota płyta |
| „–” oznacza, że album nie był notowany na danej liście. | |                              |                              |                              |                              |                              |                              |                              |                              |                              |                              |                              |                              |                              |                              |                              |                              |                              |                              | |

### Albumy koncertowe
| Rok  | Dane dot. albumu | Pozycje na listach przebojów | Pozycje na listach przebojów | Pozycje na listach przebojów |
| Rok  | Dane dot. albumu | AUT                          | FRA                          | NLD                          |
| ---- | --- | ---------------------------- | ---------------------------- | ---------------------------- |
| 2006 | Pink: Live in Europe - Wydany: 22 maja 2006 - Wytwórnia: LaFace - Format: DVD                                            | –                            | –                            | –                            |
| 2007 | Live from Wembley Arena, London, England - Wydany: 22 marca 2007 - Wytwórnia: LaFace - Format: DVD                       | –                            | –                            | –                            |
| 2009 | Funhouse Tour: Live in Australia - Wydany: 20 października 2009 - Wytwórnia: Sony BMG - Format: CD, DVD, Blu-ray         | 32                           | 31                           | 54                           |
| 2011 | Greatest Hits... So Far!!! - Wydany: 11 listopada 2011 - Wytwórnia: Sony - Format: DVD                                   | –                            | –                            | –                            |
| 2013 | The Truth About Love Tour: Live from Melbourne - Wydany: 15 listopada 2013 - Wytwórnia: RCA, Sony - Format: DVD, Blu-ray | –                            | –                            | –                            |

### Kompilacje
| Rok  | Dane dot. albumu | Pozycje na listach przebojów | Pozycje na listach przebojów | Pozycje na listach przebojów | Pozycje na listach przebojów | Pozycje na listach przebojów | Pozycje na listach przebojów | Pozycje na listach przebojów | Pozycje na listach przebojów | Pozycje na listach przebojów | Pozycje na listach przebojów | Pozycje na listach przebojów | Pozycje na listach przebojów | Pozycje na listach przebojów | Pozycje na listach przebojów | Pozycje na listach przebojów | Pozycje na listach przebojów | Pozycje na listach przebojów | Certyfikat |
| Rok  | Dane dot. albumu | USA                          | AUS                          | AUT                          | CAN                          | DEN                          | ESP                          | FIN                          | FRA                          | GER                          | IRL                          | NLD                          | NOR                          | NZ                           | POL                          | SWE                          | SWI                          | UK                           | Certyfikat |
| ---- | --- | ---------------------------- | ---------------------------- | ---------------------------- | ---------------------------- | ---------------------------- | ---------------------------- | ---------------------------- | ---------------------------- | ---------------------------- | ---------------------------- | ---------------------------- | ---------------------------- | ---------------------------- | ---------------------------- | ---------------------------- | ---------------------------- | ---------------------------- | --- |
| 2005 | Missundaztood / Can’t Take Me Home - Wydany: 5 września 2005 - Wytwórnia: Sony BMG - Format: CD                                         | –                            | 39                           | –                            | –                            | –                            | –                            | –                            | 196                          | –                            | –                            | –                            | –                            | –                            | –                            | –                            | –                            | –                            | - AUS: złota płyta |
| 2007 | P!nk Box - Wydany: 2007 - Wytwórnia: Sony BMG - Format: CD                                                                              | –                            | 13                           | –                            | –                            | 12                           | –                            | 42                           | –                            | –                            | 21                           | –                            | –                            | –                            | –                            | –                            | 38                           | 7                            | - AUS: złota płyta |
| 2009 | Greatest Hits... So Far!!! - Wydany: 15 listopada 2009 - Wytwórnia: LaFace Records, Jive Records - Format: CD, CD/DVD, digital download | 5                            | 1                            | 4                            | 4                            | 5                            | 65                           | 16                           | 47                           | 3                            | 8                            | 3                            | 3                            | 1                            | 39                           | 8                            | 4                            | 5                            | - AUS: 9× platynowa płyta - AUT: złota płyta - CAN: 2× platynowa płyta - DEN: złota płyta - FRA: złota płyta - GER: platynowa płyta - IRL: platynowa płyta - NZ: 3× platynowa płyta - SWE: złota płyta - SWI: złota płyta - USA: platynowa płyta |
| 2011 | The Album Collection - Wydany: 11 stycznia 2011 - Wytwórnia: Jive Records, Legacy Recordings - Format: CD                               | –                            | –                            | –                            | –                            | –                            | –                            | 26                           | –                            | –                            | –                            | –                            | –                            | –                            | –                            | –                            | 61                           | –                            | |
| 2015 | The Albums... So Far! - Wydany: 23 października 2015 - Wytwórnia: Sony Music - Format: CD                                               | –                            | –                            | –                            | –                            | –                            | –                            | –                            | 160                          | –                            | –                            | –                            | –                            | –                            | –                            | –                            | –                            | –                            | |

## Single

### Jako główna artystka
| Rok                                                      | Singel                                                          | Pozycje na listach przebojów | Pozycje na listach przebojów | Pozycje na listach przebojów | Pozycje na listach przebojów | Pozycje na listach przebojów | Pozycje na listach przebojów | Pozycje na listach przebojów | Pozycje na listach przebojów | Pozycje na listach przebojów | Pozycje na listach przebojów | Pozycje na listach przebojów | Pozycje na listach przebojów | Pozycje na listach przebojów | Pozycje na listach przebojów | Pozycje na listach przebojów | Pozycje na listach przebojów | Pozycje na listach przebojów | Certyfikat | Album                            |
| Rok                                                      | Singel                                                          | USA                          | AUS                          | AUT                          | CAN                          | DEN                          | FIN                          | FRA                          | GER                          | IRL                          | ITA                          | NLD                          | NOR                          | NZ                           | POL                          | SWE                          | SWI                          | UK                           | Certyfikat | Album                            |
| -------------------------------------------------------- | --------------------------------------------------------------- | ---------------------------- | ---------------------------- | ---------------------------- | ---------------------------- | ---------------------------- | ---------------------------- | ---------------------------- | ---------------------------- | ---------------------------- | ---------------------------- | ---------------------------- | ---------------------------- | ---------------------------- | ---------------------------- | ---------------------------- | ---------------------------- | ---------------------------- | --- | -------------------------------- |
| 2000                                                     | „There You Go”                                                  | 7                            | 2                            | 26                           | 6                            | –                            | –                            | –                            | 65                           | 19                           | –                            | 10                           | –                            | 6                            | –                            | 26                           | 37                           | 6                            | - USA: złota płyta - AUS: platynowa płyta - NZ: złota płyta                                                                                                | Can’t Take Me Home               |
| 2000                                                     | „Most Girls”                                                    | 4                            | 1                            | –                            | 2                            | –                            | –                            | –                            | –                            | 15                           | –                            | 23                           | –                            | 2                            | –                            | 44                           | –                            | 5                            | - AUS: platynowa płyta - NZ: złota płyta | Can’t Take Me Home               |
| 2001                                                     | „You Make Me Sick”                                              | 33                           | 25                           | –                            | –                            | –                            | –                            | –                            | 88                           | 30                           | –                            | 62                           | –                            | 10                           | –                            | –                            | –                            | 9                            | - AUS: złota płyta | Can’t Take Me Home               |
| 2001                                                     | „Lady Marmalade” (wraz z Christiną Aguilerą, Lil’ Kim oraz Mýa) | 1                            | 1                            | 3                            | 17                           | 2                            | 2                            | 12                           | 1                            | 1                            | 6                            | 2                            | 1                            | 1                            | –                            | 1                            | 1                            | 1                            | - AUS: 2× platynowa płyta - SWI: złota płyta - NZ: platynowa płyta - UK: złota płyta                                                                       | Moulin Rouge!                    |
| 2001                                                     | „Get the Party Started”                                         | 4                            | 1                            | 2                            | 11                           | 2                            | 2                            | 4                            | 2                            | 1                            | 2                            | 5                            | 2                            | 1                            | –                            | 3                            | 2                            | 2                            | - AUS: złota płyta - AUT: złota płyta - GER: złota płyta - NZ: złota płyta - SWI: złota płyta - UK: srebrna płyta                                          | Missundaztood                    |
| 2002                                                     | „Don’t Let Me Get Me”                                           | 8                            | 8                            | 10                           | 20                           | 4                            | 13                           | 42                           | 10                           | 5                            | 6                            | 11                           | 7                            | 1                            | –                            | 5                            | 10                           | 6                            | - AUS: złota płyta - USA: złota płyta | Missundaztood                    |
| 2002                                                     | „Just Like a Pill”                                              | 8                            | 97                           | 2                            | 4                            | 10                           | 7                            | 29                           | 2                            | 2                            | –                            | 7                            | 7                            | 2                            | –                            | 5                            | 6                            | 1                            | - AUT: złota płyta | Missundaztood                    |
| 2002                                                     | „Family Portrait”                                               | 20                           | 11                           | 11                           | 30                           | 11                           | 12                           | 23                           | 8                            | 5                            | –                            | 9                            | 6                            | 5                            | –                            | 5                            | 18                           | 11                           | - USA: złota płyta - AUS: złota płyta | Missundaztood                    |
| 2003                                                     | „Feel Good Time” (gośc. Williamem Orbitem)                      | 60                           | 7                            | 9                            | 30                           | 14                           | 12                           | 74                           | 16                           | 9                            | 19                           | 18                           | 6                            | 17                           | –                            | 39                           | 12                           | 3                            | - AUS: złota płyta | Try This                         |
| 2003                                                     | „Trouble”                                                       | 68                           | 8                            | 5                            | 2                            | 8                            | –                            | –                            | 7                            | 7                            | –                            | 10                           | 5                            | 22                           | –                            | 8                            | 5                            | 7                            | - AUS: złota płyta | Try This                         |
| 2004                                                     | „God Is a DJ”                                                   | –                            | 24                           | 26                           | 46                           | 16                           | –                            | –                            | 44                           | 13                           | –                            | 32                           | 20                           | 30                           | –                            | 49                           | 32                           | 11                           | | Try This                         |
| 2004                                                     | „Last to Know”                                                  | –                            | –                            | 48                           | 31                           | –                            | –                            | –                            | 66                           | 23                           | –                            | 40                           | –                            | –                            | –                            | –                            | 46                           | 21                           | | Try This                         |
| 2006                                                     | „Stupid Girls”                                                  | 13                           | 4                            | 3                            | 2                            | 6                            | 1                            | 13                           | 5                            | 5                            | 8                            | 9                            | 2                            | 7                            | –                            | 16                           | 2                            | 4                            | - USA: złota płyta - AUS: złota płyta - CAN: złota płyta                                                                                                   | I’m Not Dead                     |
| 2006                                                     | „Who Knew”                                                      | 9                            | 2                            | 11                           | 46                           | –                            | 16                           | 24                           | 12                           | 6                            | –                            | 47                           | 17                           | 11                           | –                            | 42                           | 14                           | 5                            | - USA: platynowa płyta - AUS: platynowa płyta - CAN: złota płyta - UK: platynowa płyta                                                                     | I’m Not Dead                     |
| 2006                                                     | „U + Ur Hand”                                                   | 9                            | 5                            | 3                            | 31                           | –                            | 14                           | 11                           | 4                            | 13                           | 20                           | 37                           | –                            | 10                           | 2                            | 5                            | 5                            | 10                           | - USA: platynowa płyta - AUS: platynowa płyta - AUT: złota płyta - CAN: złota płyta - GER: złota płyta                                                     | I’m Not Dead                     |
| 2006                                                     | „Nobody Knows”                                                  | –                            | 27                           | 21                           | –                            | –                            | –                            | 18                           | 17                           | 27                           | –                            | 45                           | –                            | –                            | –                            | –                            | 17                           | 27                           | | I’m Not Dead                     |
| 2007                                                     | „Dear Mr. President” (gośc. Indigo Girls)                       | –                            | 5                            | 1                            | 55                           | –                            | –                            | –                            | 3                            | –                            | –                            | 43                           | –                            | 11                           | –                            | 18                           | 3                            | –                            | - AUS: złota płyta - AUT: platynowa płyta - GER: platynowa płyta                                                                                           | I’m Not Dead                     |
| 2007                                                     | „Leave Me Alone (I’m Lonely)”                                   | –                            | 5                            | –                            | –                            | –                            | –                            | –                            | –                            | –                            | –                            | –                            | –                            | 5                            | –                            | –                            | –                            | 34                           | - AUS: złota płyta | I’m Not Dead                     |
| 2008                                                     | „So What”                                                       | 1                            | 1                            | 1                            | 1                            | 3                            | 2                            | 4                            | 1                            | 1                            | 14                           | 10                           | 3                            | 1                            | –                            | 2                            | 1                            | 1                            | - AUS: 4× platynowa płyta - AUT: złota płyta - DEN: platynowa płyta - FIN: złota płyta - GER: platynowa płyta - NZ: platynowa płyta - SWI: platynowa płyta | Funhouse                         |
| 2008                                                     | „Sober”                                                         | 15                           | 6                            | 4                            | 8                            | 14                           | 8                            | 123                          | 3                            | 12                           | –                            | 23                           | –                            | 7                            | –                            | 12                           | 5                            | 9                            | - AUS: 2× platynowa płyta - AUT: złota płyta - GER: złota płyta - NZ: złota płyta - SWI: złota płyta                                                       | Funhouse                         |
| 2009                                                     | „Please Don’t Leave Me”                                         | 17                           | 11                           | 5                            | 8                            | 14                           | 17                           | –                            | 8                            | 10                           | –                            | 48                           | 16                           | 19                           | –                            | 16                           | 9                            | 7                            | - AUS: złota płyta - AUT: złota płyta - SWI: złota płyta                                                                                                   | Funhouse                         |
| 2009                                                     | „Bad Influence”                                                 | –                            | 6                            | 20                           | –                            | –                            | –                            | –                            | 26                           | –                            | –                            | 88                           | –                            | 12                           | –                            | –                            | 44                           | –                            | - AUS: złota płyta | Funhouse                         |
| 2009                                                     | „Funhouse”                                                      | 44                           | 6                            | 7                            | 21                           | 32                           | –                            | –                            | 16                           | 26                           | –                            | 54                           | –                            | 15                           | –                            | 13                           | 8                            | 20                           | - USA: złota płyta - AUS: złota płyta | Funhouse                         |
| 2009                                                     | „I Don’t Believe You”                                           | –                            | 23                           | 15                           | 66                           | 36                           | 36                           | –                            | –                            | 17                           | –                            | –                            | 70                           | –                            | –                            | 11                           | 33                           | 62                           | | Funhouse                         |
| 2010                                                     | „Glitter in the Air”                                            | 18                           | –                            | –                            | 18                           | –                            | –                            | –                            | –                            | –                            | –                            | –                            | –                            | –                            | –                            | –                            | –                            | –                            | | Funhouse                         |
| 2010                                                     | „Raise Your Glass”                                              | 1                            | 1                            | 9                            | 2                            | 12                           | 5                            | 37                           | 5                            | 10                           | –                            | 3                            | 14                           | 5                            | –                            | 15                           | 9                            | 13                           | - AUS: 5× platynowa płyta - GER: złota płyta - NZ: platynowa płyta - SWI: złota płyta                                                                      | Greatest Hits... So Far!!!       |
| 2010                                                     | „Fuckin’ Perfect”                                               | 2                            | 10                           | 9                            | 2                            | 4                            | –                            | 24                           | 7                            | 15                           | –                            | 31                           | –                            | 2                            | 2                            | 23                           | 15                           | 10                           | - AUS: 2× platynowa płyta - NZ: złota płyta | Greatest Hits... So Far!!!       |
| 2011                                                     | „Bridge of Light”                                               | –                            | 26                           | 7                            | –                            | –                            | –                            | –                            | 8                            | –                            | –                            | –                            | –                            | –                            | –                            | –                            | 8                            | –                            | - AUS: złota płyta | Happy Feet Two                   |
| 2012                                                     | „Blow Me (One Last Kiss)”                                       | 5                            | 1                            | 14                           | 4                            | 24                           | –                            | 22                           | 10                           | 11                           | –                            | 22                           | –                            | 8                            | 3                            | –                            | 15                           | 3                            | - AUS: 3× platynowa płyta - CAN: platynowa płyta - ITA: złota płyta - NZ: platynowa płyta                                                                  | The Truth About Love             |
| 2012                                                     | „Try”                                                           | 9                            | 6                            | 3                            | 4                            | 15                           | 13                           | 15                           | 2                            | 9                            | 2                            | 23                           | 12                           | 7                            | 2                            | 47                           | 2                            | 8                            | - NZ: złota płyta | The Truth About Love             |
| 2013                                                     | „Just Give Me a Reason (gośc. Nate Ruess)”                      | 1                            | 1                            | 2                            | 1                            | 3                            | 4                            | 4                            | 1                            | 1                            | 1                            | 1                            | 2                            | 1                            | 1                            | 1                            | 1                            | 2                            | | The Truth About Love             |
| 2013                                                     | „True Love” (gośc. Lily Allen)                                  | 60                           | 5                            | 30                           | 23                           | –                            | –                            | 52                           | 44                           | 23                           | –                            | 19                           | –                            | 14                           | –                            | –                            | 54                           | 16                           | | The Truth About Love             |
| 2013                                                     | „Walk of Shame”                                                 | –                            | 60                           | –                            | –                            | –                            | –                            | –                            | –                            | –                            | –                            | –                            | –                            | –                            | –                            |                              |                              | –                            | | The Truth About Love             |
| 2013                                                     | „Are We All We Are”                                             | –                            | –                            | –                            | –                            | –                            | –                            | –                            | 82                           | –                            | –                            | –                            | –                            | –                            | –                            |                              |                              | –                            | | The Truth About Love             |
| 2015                                                     | „Today’s the Day”                                               | –                            | 11                           | 53                           | 42                           | –                            | –                            | 69                           | 76                           | –                            | –                            | 37                           | –                            | –                            | –                            |                              |                              | –                            | | –                                |
| 2016                                                     | „Just Like Fire”                                                | 10                           | 1                            | 16                           | 11                           | –                            | –                            | 37                           | 21                           | 23                           | –                            | 22                           | –                            | 11                           | 10                           |                              |                              | 19                           | - POL: platynowa płyta | Alice Through the Looking Glass  |
| 2016                                                     | „Setting the World on Fire” (wraz z Kenny Chesney)              | 29                           | 26                           | –                            | 48                           | –                            | –                            | –                            | –                            | –                            | –                            | –                            | –                            | –                            | –                            |                              |                              | –                            | | Cosmic Hallelujah                |
| 2017                                                     | „What About Us”                                                 | 13                           | 1                            | 3                            | 6                            | 21                           | –                            | 2                            | 3                            | 5                            | 5                            | 1                            | –                            | 9                            | 1                            |                              |                              | 3                            | - POL: 3× platynowa płyta | Beautiful Trauma                 |
| 2017                                                     | „Beautiful Trauma”                                              | 78                           | 25                           | 45                           | 51                           | –                            | –                            | 25                           | 80                           | 80                           | –                            | 14                           | –                            | –                            | 1                            |                              |                              | 25                           | - POL: platynowa płyta | Beautiful Trauma                 |
| 2018                                                     | „Whatever You Want”                                             | –                            | 44                           | –                            | –                            | –                            | –                            | 58                           | –                            | –                            | –                            | –                            | –                            | –                            | –                            |                              |                              | –                            | | Beautiful Trauma                 |
| 2018                                                     | „Secrets”                                                       | –                            | –                            | –                            | –                            | –                            | –                            | –                            | –                            | –                            | –                            | –                            | –                            | –                            | 41                           |                              |                              | –                            | | Beautiful Trauma                 |
| 2018                                                     | „A Million Dreams”                                              | 90                           | 26                           | –                            | 80                           | –                            | –                            | –                            | 70                           | 44                           | –                            | –                            | –                            | –                            | –                            |                              |                              | 11                           | | The Greatest Showmen: Reimagined |
| 2019                                                     | „Walk Me Home”                                                  | 49                           | 11                           | 36                           | 17                           | –                            | –                            | 167                          | 33                           | 6                            | –                            | 7                            | –                            | 16                           | 5                            |                              |                              | 8                            | - POL: platynowa płyta | Hurts 2B Human                   |
| 2019                                                     | „Can We Pretend” (gośc. Cash Cash)                              | –                            | 99                           | –                            | 99                           | –                            | –                            | –                            | –                            | 86                           | –                            | –                            | –                            | –                            | –                            |                              |                              | 88                           | | Hurts 2B Human                   |
| 2019                                                     | „Hurts 2B Human” (gośc. Khalid)                                 | –                            | 48                           | –                            | 87                           | –                            | –                            | –                            | –                            | 55                           | –                            | 28                           | –                            | –                            | –                            |                              |                              | 61                           | | Hurts 2B Human                   |
| 2023                                                     | „Trustfall”                                                     |                              |                              |                              |                              |                              |                              |                              |                              |                              |                              |                              |                              |                              |                              |                              |                              |                              | - POL: platynowa płyta | Trustfall                        |
| „–” oznacza, że singel nie był notowany na danej liście. |                                                                 |                              |                              |                              |                              |                              |                              |                              |                              |                              |                              |                              |                              |                              |                              |                              |                              |                              | |                                  |

### Z gościnnym udziałem
| Rok                                                      | Singel                                              | Pozycje na listach przebojów | Pozycje na listach przebojów | Pozycje na listach przebojów | Pozycje na listach przebojów | Pozycje na listach przebojów | Pozycje na listach przebojów | Pozycje na listach przebojów | Pozycje na listach przebojów | Pozycje na listach przebojów | Pozycje na listach przebojów | Pozycje na listach przebojów | Album                   |
| Rok                                                      | Singel                                              | USA                          | AUS                          | CAN                          | DEN                          | ESP                          | IRL                          | ITA                          | NOR                          | NZ                           | SWE                          | UK                           | Album                   |
| -------------------------------------------------------- | --------------------------------------------------- | ---------------------------- | ---------------------------- | ---------------------------- | ---------------------------- | ---------------------------- | ---------------------------- | ---------------------------- | ---------------------------- | ---------------------------- | ---------------------------- | ---------------------------- | ----------------------- |
| 2006                                                     | „I Am Not My Hair” (singiel India.Arie)             |                              | –                            | –                            |                              |                              | –                            |                              | –                            |                              |                              | –                            | –                       |
| 2006                                                     | „Rock and Roll Heaven’s Gate” (singel Indigo Girls) | –                            | –                            | –                            | –                            | –                            | –                            | –                            | –                            | –                            | –                            | –                            | Despite Our Differences |
| 2017                                                     | „Waterfall” (singiel Stargate gośc. Sia)            | 33                           | 19                           | 86                           |                              |                              | 85                           |                              | 30                           | –                            |                              | 47                           | –                       |
| „–” oznacza, że singel nie był notowany na danej liście. |                                                     |                              |                              |                              |                              |                              |                              |                              |                              |                              |                              |                              |                         |

### Single promocyjne
| Rok                                                      | Utwór                         | Pozycje na listach przebojów | Pozycje na listach przebojów | Pozycje na listach przebojów | Album                      |
| Rok                                                      | Utwór                         | NZ                           | AUS                          | UK                           | Album                      |
| -------------------------------------------------------- | ----------------------------- | ---------------------------- | ---------------------------- | ---------------------------- | -------------------------- |
| 2003                                                     | „Humble Neighborhoods”        | –                            | –                            | –                            | Try This                   |
| 2003                                                     | „Catch Me While I’m Sleeping” | –                            | –                            | –                            | Try This                   |
| 2007                                                     | „'Cuz I Can”                  | 29                           | –                            | –                            | I’m Not Dead               |
| 2010                                                     | „Ave Mary A”                  | –                            | –                            | –                            | Funhouse                   |
| 2011                                                     | „Heartbreak Down”             | –                            | –                            | –                            | Greatest Hits... So Far!!! |
| 2019                                                     | „Hustle”                      | –                            | 69                           | –                            | Hurts 2B Human             |
| „–” oznacza, że singel nie był notowany na danej liście. |                               |                              |                              |                              |                            |

## DVD
| Rok                                                     | Dane dot. wydawnictwa | Pozycje na listach przebojów | Pozycje na listach przebojów | Pozycje na listach przebojów | Pozycje na listach przebojów | Pozycje na listach przebojów | Pozycje na listach przebojów | Pozycje na listach przebojów | Pozycje na listach przebojów | Certyfikat |
| Rok                                                     | Dane dot. wydawnictwa | AUS                          | AUT                          | BEL (FL)                     | BEL (WA)                     | GER                          | ITA                          | NLD                          | UK                           | Certyfikat |
| ------------------------------------------------------- | --- | ---------------------------- | ---------------------------- | ---------------------------- | ---------------------------- | ---------------------------- | ---------------------------- | ---------------------------- | ---------------------------- | --- |
| 2006                                                    | Pink: Live in Europe - Wydany: 5 czerwca 2006 - Wytwórnia: Sony BMG - Format: DVD                                        | 1                            | 2                            | 6                            | 6                            | 32                           | 17                           | 4                            | –                            | - AUS: 11× platynowa płyta - GER: 3× złota płyta - USA: złota płyta                                                  |
| 2007                                                    | Pink: Live from Wembley Arena - Wydany: 22 marca 2007 - Wytwórnia: LaFace Records - Format: DVD                          | 1                            | 1                            | 2                            | 2                            | 19                           | 3                            | 2                            | –                            | - AUS: 16× platynowa płyta - FRA: złota płyta - GER: 2× platynowa płyta - NZ: złota płyta                            |
| 2009                                                    | Pink: Live in Australia - Wydany: 14 października 2009 - Wytwórnia: LaFace Records - Format: CD/DVD, Blu-ray             | 1                            | 3                            | 2                            | 3                            | –                            | –                            | 3                            | 2                            | - AUS: 32× platynowa płyta - FRA: platynowa płyta - GER: 5× platynowa płyta - NZ: platynowa płyta - USA: złota płyta |
| 2011                                                    | Greatest Hits... So Far!!! - Wydany: 11 listopada 2011 - Wytwórnia: Sony - Format: DVD                                   |                              | –                            |                              |                              |                              |                              | –                            |                              | - AUS: 2× platynowa płyta                                                                                            |
| 2013                                                    | The Truth About Love Tour: Live from Melbourne - Wydany: 15 listopada 2013 - Wytwórnia: RCA, Sony - Format: DVD, Blu-ray |                              | –                            |                              |                              |                              |                              | –                            |                              | - AUS: 15× platynowa płyta - UK: złota płyta                                                                         |
| „–” oznacza, że album nie był notowany na danej liście. | |                              |                              |                              |                              |                              |                              |                              |                              | |

## Pozostałe występy
Poniższe utwory nie zostały wydane na żadnym albumie studyjnym lub singlu Pink.
| Rok  | Utwór                    | Album      | Uwagi                                              |
| ---- | ------------------------ | ---------- | -------------------------------------------------- |
| 2000 | „Play How You Want It”   | 24K        | Gościnny występ w utworze grupy Cuban Link.        |
| 2002 | „What You Wanna Do?”     | Icons      | Gościnny występ w utworze grupy Naughty by Nature. |
| 2005 | „Shine”                  | Now What   | Gościnny występ w utworze Lisy Marii Presley.      |
| 2005 | „One Step Closer to You” | Yell Fire! | Gościnny występ w utworze Michaela Franti.         |
| 2006 | „Tell Me Why”            | –          | Gościnny występ w utworze Rah Diggy.               |
| 2006 | „Tell Me Something Good” | Happy Feet | Cover utworu grupy Rufus.                          |
| 2010 | „Won’t Back Down”        | Recovery   | Gościnny występ w utworze Eminema.                 |

## Teledyski
| Rok  | Singel                            | Reżyser           |
| ---- | --------------------------------- | ----------------- |
| 1999 | „There You Go”                    | Dave Meyers       |
| 2000 | „Most Girls”                      | Dave Meyers       |
| 2000 | „You Make Me Sick”                | Dave Meyers       |
| 2001 | „Lady Marmalade”                  | Paul Hunter       |
| 2001 | „Get the Party Started”           | Dave Meyers       |
| 2002 | „Don’t Let Me Get Me”             | Dave Meyers       |
| 2002 | „Just Like a Pill”                | Francis Lawrence  |
| 2002 | „Family Portrait”                 | Sophie Muller     |
| 2003 | „Feel Good Time”                  | Dave Meyers       |
| 2003 | „Trouble”                         | Sophie Muller     |
| 2003 | „God is a DJ”                     | Jake Scott        |
| 2004 | „Last to Know”                    | Russell Thomas    |
| 2005 | „Tsunami Relief: Tears in Heaven” | Marcus Raboy      |
| 2005 | „Stupid Girls”                    | Dave Meyers       |
| 2005 | „U + Ur Hand”                     | Dave Meyers       |
| 2006 | „Who Knew”                        | The Dragons       |
| 2006 | „Nobody Knows”                    | Jake Nava         |
| 2007 | „Dear Mr. President”              | Dave Diomedi      |
| 2007 | „Leave Me Alone (I’m Lonely)”     | David Mallet      |
| 2007 | „Cuz I Can”                       | Larn Poland       |
| 2008 | „So What”                         | Dave Meyers       |
| 2008 | „Sober”                           | Jonas Åkerlund    |
| 2008 | „Please Don’t Leave Me”           | Dave Meyers       |
| 2009 | „Funhouse”                        | Dave Meyers       |
| 2009 | „I Don’t Believe You”             | Sophie Muller     |
| 2010 | „We Are the World 25 for Haiti”   | Paul Haggis       |
| 2010 | „Raise Your Glass”                | Dave Meyers       |
| 2011 | „Fuckin’ Perfect”                 | Dave Meyers       |
| 2012 | „Blow Me (One Last Kiss)”         | Dave Meyers       |
| 2012 | „Try”                             | Floria Sigismondi |
| 2013 | „Just Give Me a Reason”           | Diane Martel      |
| 2013 | „True Love”                       | Sophie Muller     |